# 1818

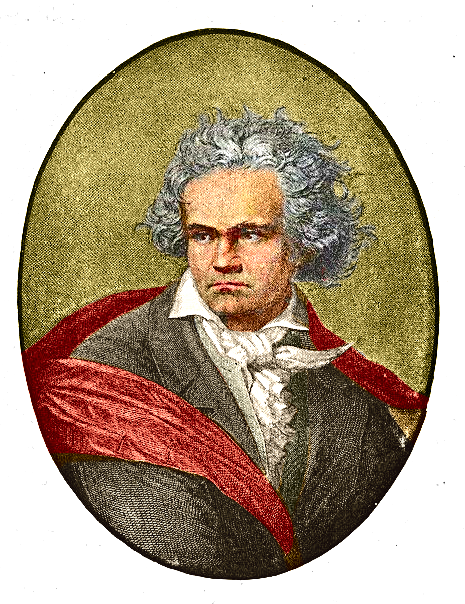
Ludwig van Beethoven

Het jaar 1818 is het 18e jaar in de 19e eeuw volgens de christelijke jaartelling.

## Gebeurtenissen
februari
- 5 - In Zweden komt het huis Bernadotte aan de regering.
- 18 - Koninklijk Besluit, NAP als referentievlak voor heel Nederland, ook voor de rivieren.
- 23 - De eerste waarneming van de Komeet van Crommelin wordt gedaan te Marseille door Jean-Louis Pons.

maart
- 2 - Ontdekking van de grafkamer in de Piramide van Chephren door Giovanni Battista Belzoni.

april
- 1 - Oprichting van de Maatschappij van Weldadigheid door generaal Johannes van den Bosch.
- 5 - In de Slag van Maipú verslaan de Chileense onafhankelijkheidsstrijders onder Bernardo O'Higgins en José de San Martin de koloniale Spaanse troepen.
- 18 - Rusland draagt de heerlijkheid Jever over aan het groothertogdom Oldenburg.
- 25 - De geallieerden sluiten een akkoord met Frankrijk over de liquidatie van de Franse oorlogsschulden. Daarmee komt de weg vrij voor ontruiming van Frankrijk door de buitenlandse bezettingstroepen.

mei
- mei Nederland beëindigt onder Britse druk de slavenhandel. Er worden twee gemengde Brits-Nederlandse gerechtshoven opgericht om overtreders te berechten.

juni
- 13 - Caspar Reuvens wordt benoemd tot buitengewoon hoogleraar archeologie in Leiden, de eerste ter wereld. Tegelijk wordt hij de eerste directeur van het door hemzelf op te bouwen Archeologisch kabinet in Leiden.

augustus
- 22 - Groothertog Karel van Baden ondertekent een grondwet die voorziet in een Landdag waarin de vier standen adel, geestelijkheid, universiteiten en burgerij, hun afgevaardigden kiezen. De Landdag krijgt begrotingsrecht.

september
- 30 - De heerlijkheid Willeskop krijgt een wapen toegekend.

oktober
- 8 - Het Koninkrijk der Nederlanden

en Engeland sluiten een overeenkomst voor het inleggen van twee wekelijkse scheepvaartverbindingen tussen beide landen, namelijk tussen Harwich en Hellevoetsluis enerzijds en Dover en Oostende anderzijds.
- 18 - Stichting van de Rheinische Friedrich-Wilhelms-Universiteit in Bonn.
- 23 - In Nederland worden de gilden afgeschaft bij Koninklijk Besluit.
- 29 - De eerste gezinnen arriveren op het voormalig landgoed Westerbeeksloot in Drenthe, waar de Maatschappij van Weldadigheid een proefkolonie wil inrichten.

december
- 2 - De Slag bij Diriyah:  - Ottomanen veroveren Diriyah, waarmee een einde komt aan de eerste Saudische staat .

zonder datum
- Frankrijk sluit zich aan bij de Grote alliantie en behoort weer bij de grote mogendheden.
- In Parijs wordt de eerste bestuurbare fiets tentoongesteld.
- Georg Hegel wordt nieuwe hoogleraar filosofie aan de universiteit van Berlijn.
- Almelo heeft een bescheiden riool op de Schans.
- De gerechten Blokland, Willeskop en Kort-Heeswijk vormen samen de zelfstandige gemeente Willeskop. Deze gemeente is in 1989 opgegaan in de gemeente Montfoort.
- De gemeente Bredevoort wordt opgeheven en sindsdien valt de stad Bredevoort onder de gemeente Aalten.
- Rozendaal wordt een zelfstandige gemeente.

## Muziek
- Ludwig van Beethoven geeft zijn Hammerklaviersonate uit (nr. 29 opus 106).
- De tekst van Stille nacht, in 1816 door de Oostenrijkse priester Joseph Mohr geschreven, wordt door de organist Franz Gruber op melodie gezet.

## Beeldende kunst

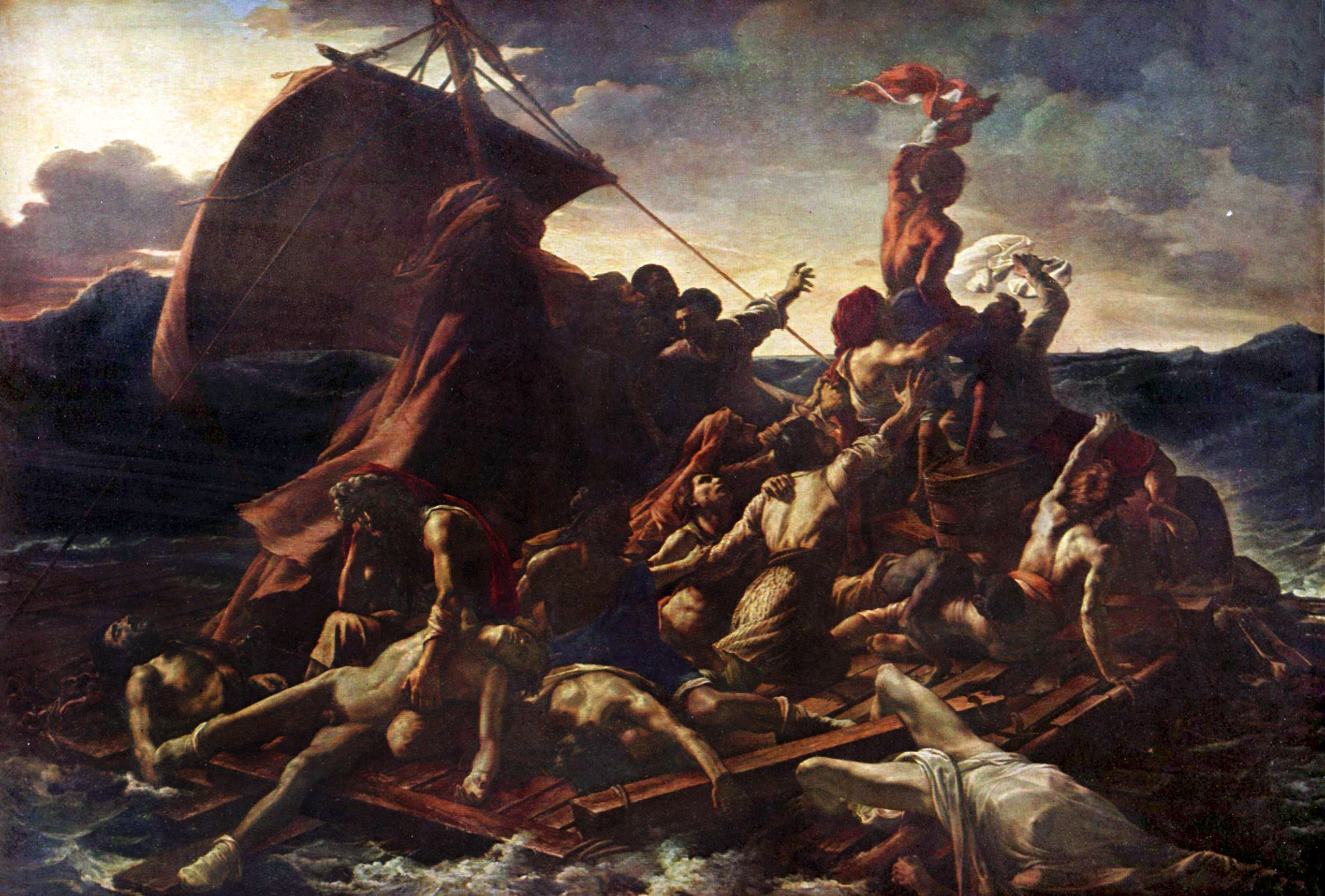
Het vlot van de Medusa Théodore Géricault, Louvre
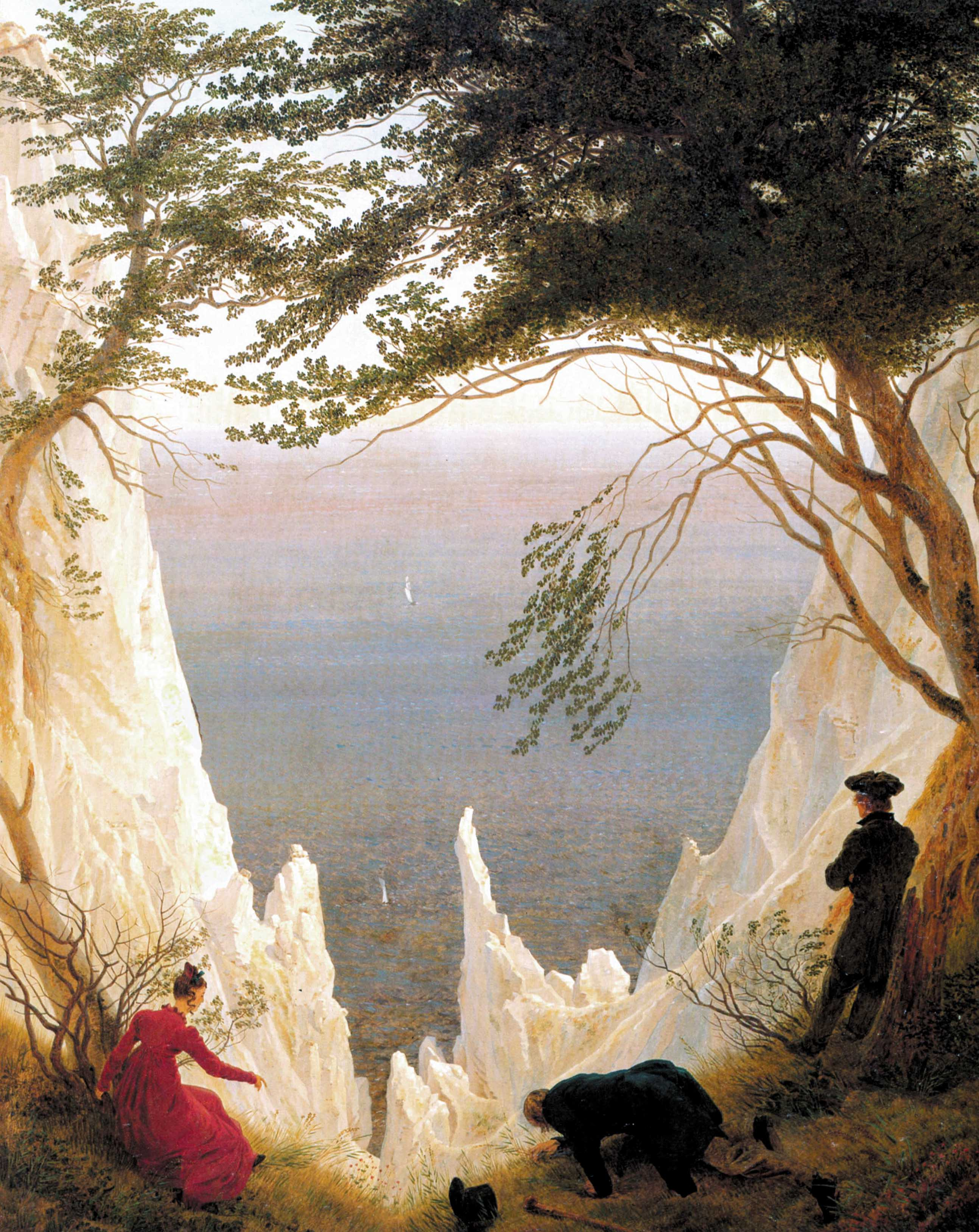
Kreidefelsen auf Rügen (ca. 1818) Caspar David Friedrich, Museum Oskar Reinhart, Winterthur

## Bouwkunst

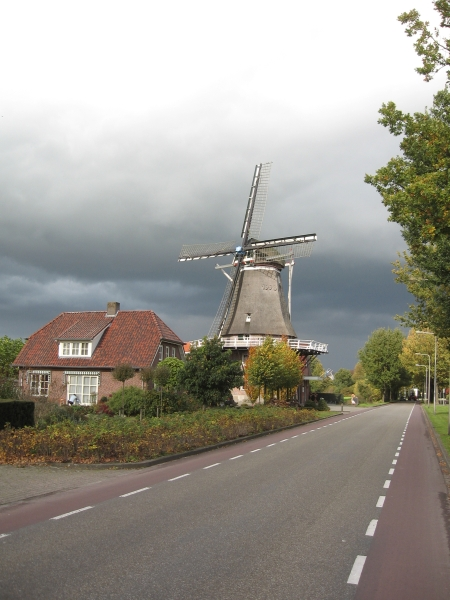
Borgelinkmolen, Denekamp (1818)

## Geboren
januari
- 6 - Matthijs Pabst, Nederlands burgemeester (overleden  1863)
- 18 - Johannes van Vloten, Nederlands letterkundige en hoogleraar (overleden 1883)

februari
- 13 - Angelica Van Buren, schoondochter van de Amerikaanse president Martin Van Buren en fungerend als diens first lady (overleden 1877)
- 22 - Gerrit de Vries, Nederlands politicus (overleden 1900)

maart
- 1 - Adriaan De Braekeleer, Belgisch kunstschilder (overleden 1904)
- 11 - Marius Petipa, Frans balletdanser en choreograaf (overleden 1910)
- 21 - Jacob van Eeghen, Nederlands dichter (overleden 1834)

april
- 8 - Christiaan IX van Denemarken, koning van Denemarken (overleden 1906)
- 20 - Heinrich Göbel, Duits uitvinder van de gloeilamp (overleden 1893)
- 29 - Alexander II, Russisch tsaar (overleden 1881)

mei
- 5 - Karl Marx, Duits filosoof en grondlegger van het marxisme (overleden 1883)
- 25 - Jacob Burckhardt, Zwitsers cultuur- en kunsthistoricus (overleden 1897)
- 27 - Amelia Bloomer, Amerikaans feministe (overleden 1894)

juni
- 17 - Charles Gounod, Frans componist (overleden 1893)
- 17 - Sophie van Württemberg, echtgenote van koning Willem III; van 1849-1877 koningin der Nederlanden (overleden 1877)
- 23 - Simon Vissering, Nederlands journalist, hoogleraar en minister (overleden 1888)
- 24 - Karel Alexander, groothertog van Saksen-Weimar-Eisenach (overleden 1901)

juli
- 1 - Ignaz Semmelweis, Hongaars arts (overleden 1865)
- 3 - Johan Harmen Rudolf Köhler, Nederlands militair (overleden 1873)
- 12 - Alexis Van Hamme, Belgisch kunstschilder (overleden 1875)
- 27 - Agostino Roscelli, Italiaans priester, ordestichter en heilige (overleden 1902)
- 30 - Jan Heemskerk, Nederlands politicus (overleden 1897)

augustus
- 1 - Maria Mitchell, Amerikaans astronoom (overleden 1889)

september
- 12 - Richard Gatling, Amerikaans uitvinder (overleden 1903)

oktober
- 11 - Émilie d'Oultremont, Belgisch-Frans gravin, ordestichtster en zalige (overleden 1878)

november
- 7 - Emil du Bois-Reymond, Duits arts en fysioloog (overleden 1896)
- 8 - Marco Minghetti, Italiaans politicus (overleden 1886)
- 9 - Ivan Toergenjev, Russisch schrijver en dichter (overleden 1883)

december
- 7 - John Blackwood, Schots uitgever (overleden 1879)
- 8 - Karel III, vorst van Monaco (overleden 1889)
- 24 - James Prescott Joule, Brits natuurkundige (overleden 1889)
- 28 - Carl Remigius Fresenius, Duits scheikundige (overleden 1897)
- 31 - Maria Kleine-Gartman, Nederlands actrice (overleden 1885)

## Overleden
februari
- 1 - Giuseppe Gazzaniga (74), Italiaans componist
- 5 - Karel XIII (69), koning van Zweden en Noorwegen

mei
- 2 - Herman Willem Daendels (55), Nederlands patriottenleider en gouverneur-generaal van Nederlands-Indië
- 7 - Leopold Antonín Koželuh (70), Boheems componist, muziekpedagoog en pianist
- 10 - Paul Revere (78), Amerikaans kunstenaar en revolutionair

juni
- 2 - August Wilhelm Knoch (75), Duits bioloog en natuurkundige
- 26 - Ward Bingley (61), Nederlands acteur en theaterdirecteur

oktober
- 28 - Abigail Adams (73), first lady (vrouw van John Adams)

november
- 1 - Marie-Gabrielle Capet (57), Frans schilderes

december
- 1 - Carl Frederic von Breda (59), Zweeds kunstschilder